# Anomis samoana
Anomis samoana là một loài bướm đêm trong họ Erebidae.